# يانغير (قوم قورغان)
يانغير هي بلدة في مقاطعة قوم قورغان في ولاية صرخنداريا في أوزبكستان.